# 내이동
내이동(內二洞)은 대한민국 경상남도 밀양시의 동이다. 면적은 3.06  km2이고, 인구는 2011년 7월 1일을 기준으로 4,181세대 10,392명이다.

## 개요
밀양시의 중앙부에 위치한다. 창원지방법원밀양지원, 창원지방검찰청밀양지청이 있으며, 밀양고등학교를 비롯하여 밀성고등학교, 밀성제일고등학교, 밀성중학교, 밀성여자중학교, 밀성초등학교 등 6개교가 있는 행정과 교육의 중심지이다. 또한 대중교통수단인 시외버스터미널이 소재하여 교통 요충지 역할을 담당하고 있으며 향후 북성지구 및 내이3지구 구획정리사업, 주거환경 개선사업이 완료되면 밀양시의 중심지역으로 발전 가능성이 높은 지역이다.

## 행정 구역
- 내이동
- 삼문동

## 주거
| 단지명                 | 건설사                | 시행사         | 주소        | 입주        | 비고 |
| ---------------------- | --------------------- | -------------- | ----------- | ----------- | ---- |
| 밀양내이 롯데인벤스가  | 롯데기공㈜            | ㈜PDM파트너스  | 점필재로 65 | 2007년 2월  |      |
| e편한세상 밀양강       | 대림산업              | ㈜하나자산신탁 | 점필재로 67 | 2019년 4월  |      |
| e편한세상 밀양나노밸리 | 대림산업              | 한국토지신탁   | 창밀로 3518 | 2022년 10월 |      |
| 밀양내이 현대          | 현대산업개발 현대건설 | 현대산업개발   | 시청로2길 6 | 1997년 6월  |      |